# 李所教堂
李所教堂，又名耶稣圣心支堂，是位于中国山东省泰安市东平县梯门镇李所村的一个民国时期建筑，1985年入选东平县第一批文物保护单位。
李所教堂是民国时期由德国传教士修建的天主教堂，占地7000平方米，建筑整体坐北朝南，有前后两院，中间以门相通，内有礼拜堂和仁慈堂等结构，礼拜堂面阔24米，进深11米，高15米，上建有十字架。